# Slow It Down (Benson Boone)
Slow It Down is een nummer van de Amerikaanse zanger Benson Boone uit 2024. Het is de tweede single van zijn debuutalbum Fireworks & Rollerblades.
Het nummer is de opvolger van de hit Beautiful Things en gaat over een ontmoeting tussen de liedverteller en een meisje waar de vlammen van afspatten. De zanger hoopt dat die snel leidt tot een relatie en fantaseert van alles bij elkaar, maar al snel komt tot de conclusie dat hij het beter rustig kan opbouwen. Net als de voorganger werd ook "Slow It Down" in veel landen een hit. Het nummer reikte tot de 34e positie in de Amerikaanse Billboard Hot 100. In de Nederlandse Top 40 was het succesvoller met een 17e positie, en in de Vlaamse Ultratop 50 kwam het tot een 20e plaats.

## Tracklijst
Muziekdownload
1. "Slow It Down" - 2:41